# 四国铁角蕨
四国铁角蕨（学名：Asplenium shikokianum）为铁角蕨科铁角蕨属下的一个种。

## 扩展阅读
- 維基物種上的相關：四国铁角蕨